# كيرلي مور
كيرلي مور (بالإنجليزية: Curley Moore)‏ هو موسيقي أمريكي، ولد في 1943، وتوفي في ديسمبر 1985.

## وصلات خارجية
- كيرلي مور على موقع ميوزك برينز (الإنجليزية)
- كيرلي مور على موقع ميوزك برينز (الإنجليزية)
- كيرلي مور على موقع ديسكوغز (الإنجليزية)